# Céline Delbecq
Pour les articles homonymes, voir Delbecq.
 (août 2023).
Céline Delbecq, née le 6 mars 1986 à Tournai, est une comédienne, autrice et metteuse en scène belge. 

## Biographie
Après des études au Conservatoire de Mons, elle fonde, en mars 2009, la Compagnie la Bête Noire (Bruxelles) pour laquelle elle écrit et met en scène des pièces de théâtre s’inscrivant dans un contexte social occidental.[réf. souhaitée] Elle est aujourd’hui[Depuis quand ?] artiste associée au Théâtre des Ilets/ Centre Dramatique National de Montluçonde 1996 à 2025, à la Manufacture/Centre Dramatique National de Nancy et au Rideau de Bruxelles.

## Œuvres

### Textes courts
- Phare , 2017, édité dans l’ouvrage collectif Le Courage, éditions L'avant-scène Théâtre (commande de la SACD dans le cadre des Intrépides) avec Penda Diouf, Julie Gilbert, Camille Laurens, Sandie Masson et Emma la clown.
- Emily Dickinson, 2019 (commande de Julie Gilbert dans le cadre de la Bibliothèque sonore des Femmes)
- Le bruit du silence, 2022, Editions Théâtrales (commande du Festival regards Croisés, Troisième Bureau, Grenoble)
- Faust et Margot , 2022 (commande du metteur en scène Florent Siaud), dans le spectacle Si vous voulez de la lumière. Publication à venir.

### Traductions
- Il Gufo (Le Hibou), trad. italienne Irene Seghetti, 2011
- Beech (Hêtre), trad. anglaise de Sue Rose, 2014, édité chez Lansman - carte de visite de la délégation belge francophone au 34e Congrès mondial de l’IIT organisé à Erevan (Arménie).
- El Búho (Le Hibou), trad. espagnole de Liseth Flores, 2015, Festival de Dramarurgie de Guadalajara (Mexique)
- Fag (Hêtre), trad. roumaine de Diana Nechit, édité dans l’ouvrage collectif Drama si teatrul francofon pentru publicul tânar, Editura Universitatii, 2017
- пилу (Poussière), trad. ukrainienne, dans l’ouvrage collectif: “Anthologie du Théâtre belge”
- کودک وحشی (l’enfant sauvage)  trad. persanne par Tinouche Nazmjou, 2018
- Վայրի երեխան/ Vayri Yerekhan (l’enfant sauvage) trad. arménienne de Zarouhie Grigorian, Editions Ankyunacar en 2022
- Խելագարը/ Khélagare (cinglée)  trad. arménienne de Théophana Vardanian, Editions Ankyunacar en 2022
- El niño salvaje (l'enfant sauvage) trad. espagnole (Mexique) de Nadxeli Yrízar Carrillo et Humberto Pérez Mortera, Editorial de la Casa, 2021
- Loca (Cinglée) trad. espagnole (Mexique) de Nadxeli Yrízar Carrillo et Humberto Pérez Mortera, Editorial de la Casa, 2021
- …… (A cheval sur le dos des oiseaux), trad. roumaine de Diana Nechit, à paraître chez Editura Universitatii, à paraître fin juin 2023
- Sie ist wohl verrückt (Cinglée) trad. allemande de Annie Cornet

## Adaptations

### Fictions radiophoniques
- L’enfant sauvage, réalisé par Jean-Matthieu Zahnd, France Culture (juin 2018)
- Cauchemar(s), réalisé par Céline Delbecq et Pierre Kissling, Radio Campus (et en libre écoute sur mixcloud)
- Loca (Cinglée), réalisé par Maria Léon Arias (Colombie)
- À cheval sur le dos des oiseaux, réalisé par Laure Egoroff, France Culture (septembre 2021)

## Distinctions
- Prix de la Ministre de la jeunesse et coup de cœur de la presse aux Rencontres de Théâtre Jeune Public de Huy 2009 pour le spectacle Le Hibou
- Finaliste des prix des Metteurs en scène 2010 pour Hêtre et 2012 pour Poussière
- Prix André Praga 2011 décerné par l’Académie Royale de langue et de littérature française de Belgique pour son texte Hêtre
- Nommée dans la catégorie "Auteur belge" aux prix de la Critique 2010-2011 pour Hêtre (appelés maintenant Prix Maeterlinck)
- Prix de littérature Charles Plisnier 2012, décerné par la Province de Hainaut, pour Hêtre
- Prix de l’Union des Artistes et de la Cocof 2013 pour son texte Poussière
- Prix d’écriture théâtrale de Guérande 2015 pour son texte L’enfant sauvage (France)
- Prix de la pièce de théâtre contemporain pour le jeune public 2015, organisé par la DSDEN du Var et la Bibliothèque Armand-Gatti pour Poussière (France)
- Coup de cœur de France Culture pour le texte L’enfant sauvage
- Prix des arts de la scène de la Province de Hainaut 2015 pour l’ensemble de son œuvre
- Label « Spectacle d’utilité publique » attribué par la Cocof au spectacle L’Enfant Sauvage
- L’enfant Sauvage au prix Collidram 2016
- L’enfant sauvage, texte coup de cœur du Carnet et les instants
- Prix SACD de la Dramaturgie Francophone décerné par la SACD (France) et les Francophonies en Limousin pour le texte de L’enfant sauvage
- Prix de la Critique 2016 dans la catégorie « auteur » pour le texte l’Enfant Sauvage (appelés maintenant Prix Maeterlinck)
- Prix Marc Chouinard Théâtre Acadie 2017, pour le spectacle L’enfant Sauvage
- Le vent souffle sur Erzebeth, texte lauréat de l’Aide à la création -Artcena
- Finaliste Prix littéraire du Parlement 2018 pour Le vent souffle sur Erzebeth
- Prix Littérature de la Ville de Tournai 2019 pour le vent souffle sur Erzebeth
- Cinglée, remarqué en 2019 par les comités de lectures de : France Culture, Théâtre du Rond Point(Paris), Théâtre de Poche (Genève), Troisième Bureau (Grenoble), le Tarmac (Paris), Journées de Lyon des auteurs de théâtre (Lyon) et en 2020 par le Théâtre de l’Éphémère (Le Mans)
- Cinglée, sélectionné par Eurodram, réseau européen de traduction théâtrale, 2020
- Cinglée, texte coup de cœur du Carnet et les instants
- Prix Éclats de Scène pour À cheval sur le dos des oiseaux (comité de lecture du Centre Dramatique des Villages de Haut Vaucluse)
- À cheval sur le dos des oiseaux, retenu par le bureau de lecture de France Culture
- À cheval sur le dos des oiseaux, texte lauréat des Journées de Lyon des Auteurs de théâtre 2022
- À cheval sur le dos des oiseaux, meilleur « Seul en scène » aux Prix Maeterlinck de la critique
- Nommée dans la catégorie « Meilleur auteur » aux Prix Maeterlinck 2022 pour À cheval sur le dos des oiseaux
- Les yeux noirs : Finaliste (en cours) du Grand Prix des Arts du spectacle, Académie Royale de langue et littérature de Belgique